# Binarno stablo
Binarno stablo ili binarno drvo, pojam iz teorije grafova. To je usmjereno stablo u kojemu za svaki vrh postoje najviše dva brida kojima je taj vrh početna točka. Podrazumijeva se ponekad da je binarno stablo ravninsko.
Ako je binarno stablo konačno, onda je i ukorijenjeno. U teoriji skupova i teoriji modela važno je promatrati i beskonačna binarna stabla.
Binarno stablo je slučaj stabla u kojem svaki čvor ima najviše dvoje djece, koja se zovu lijevo dijete i desno dijete. Svaki čvor osim korijena ima točno jednog roditelja, a korijen nema nijednog roditelja. Listovi su čvorovi koji nemaju nijedno dijete.